# Neolitsea ohbana
Neolitsea ohbana är en lagerväxtart som beskrevs av Gen-Iti Koidzumi. Neolitsea ohbana ingår i släktet Neolitsea och familjen lagerväxter. Inga underarter finns listade i Catalogue of Life.